# Iglesia de Santo Tomás Cantuariense (Toro)
La iglesia de Santo Tomás Cantuariense es un templo ubicado en la ciudad de Toro (Zamora). Es una Iglesia fundada en 1163 que con el transcurso de los siglos se declara en ruina en 1794. La iglesia posee trazas en su interior de los orígenes mozárabes de las repoblaciones realizadas por Alfonso III (véase: Historia de la provincia de Zamora).

## Características
La Iglesia posee tres capillas en la cabecera, la central, cerrada con bóveda de terceletes, la meridional y la septentrional están abovedadas con crucería.